# أغصوم حرش الزبان
أغْصُوم حَرٍش الزُبَان (الاسم العلمي: Aegosoma scabricorne)، حشرة خاشبة من فصيلة القرنبيات ورتبة غمديات الأجنحة.

## التوزيع
هذا النوع يوجد في وسط وجنوب أوروبا وفي الشرق الأوسط (إيران، القوقاز).

## الوصف
```
تألف الاحراج 
والحدائق
 والجنائن. خنافسها 
ويرقاتها
 تعيش على مختلف أنواع الأشجار اليابسة باستثناء 
الصنوبريات
. جسمها كبير القد، ضيق الكوسل والظهران، يطول من 25 إلى 52 مم.
[
5
]
 ثوبها إلى الصهبة السمراء يعلوها مواج أشقح تشتد سمرته في الكوسل والرأس. رأسها مستطيل الجرم. عيناها كبيرتان، جاحظتان. 
زباناها
 مستطيلان حرشا الحتار المسنن. فكاها ضليعتان، ذربان، متراكبان. غمداها شديدتا الصلابة، متتابعتا التحريز الدقيق. برداها كبيرتا القد، غشائيا المادة الشفافة، صنابيتا اللون. جرامزها مستطيلة الظنابيب. الأنثى أكبر قدًا من الذكر وأضخم بطنًا منه واكمد ثوبًا وأقصر 
زبانًا
. جيلها ثلاثي الحول. تظهر الحشرة الجملانة في أواسط تموز وتبقى حتى أيلول. مسرحها دجوي يستمر من الشفق إلى الفجر. اليرقة بطيئة النمو، تساعية الانسلاخات،  تدرك الكمال الجسموري بعد النقف بنحو 32 شهرًا فيصبح طولها نحو 56 مم. جسمها حيديّ التركيب، حنطي اللون، أسمر المواج، أسود الرأس، عادم الهلب.
```